# Vernon Pugh
Vernon Pugh (Carmarthenshire, 5 de julio de 1945 — Vale of Glamorgan, 24 de abril de 2003) fue un abogado y dirigente británico de rugby que ejerció el cargo de primer presidente de la World Rugby entre 1995 y 2002.

## Biografía[1]
Hijo de un minero que les hizo prometer a él y sus hermanos que no seguirían la profesión de su padre, Vernon cumplió su palabra y se recibió de abogado en 1969. Jugó al rugby en la posición de centro para el Pontypridd RFC de su país y para los Leicester Tigers cuando realizaba un doctorado en la Universidad de Cambridge.
Fue elegido presidente de la Welsh Rugby Union desde abril de 1993 a 1997.

### Presidente de la World Rugby
Pugh fue el hombre que decidió la profesionalización del rugby, ideó la mayoría de los torneos profesionales, eligió las sedes de los mundiales de Gales 1999 y Australia 2003, apoyó la Serie Mundial de Rugby 7 e hizo posible, aunque no llegó a verlo; el reingreso del rugby a los Juegos Olímpicos.
En septiembre de 2002 debió adelantar las elecciones debido a su grave deterioro de salud permaneciendo como líder de la Junta Internacional hasta fin de año cuando el norirlandés y ganador de las elecciones; Syd Millar asumió como presidente interino.